# Another Perfect Day
| Recensione             | Giudizio |
| ---------------------- | -------- |
| AllMusic               |          |
| Encyclopaedia Metallum | 85/100   |

Another Perfect Day è il sesto album dei Motörhead uscito nel 1983 per l'etichetta Bronze Records.

## Il disco
L'album raggiunse la posizione 20 nelle classifiche britanniche. È considerato tra i più melodici e controversi mai registrati dalla band. È stato anche il primo ed ultimo lavoro con Brian Robertson (ex-Thin Lizzy) alla chitarra (subentrato dopo l'addio di Eddie Clarke). Dopo l'album infatti, Robbo e il batterista Phil Taylor (che rientrerà nei Motörhead nel 1987) formeranno la band Operator, che avrà vita breve e priva di successi significativi.

## Tracce
Testi e musiche di Lemmy Kilmister, Brian Robertson e Phil Taylor, eccetto dove indicato.
1. Back at the Funny Farm – 4:14 (Eddie Clarke, Kilmister, Taylor)
2. Shine – 3:11
3. Dancing on Your Grave – 4:29
4. Rock It – 3:55 (Clarke, Kilmister, Taylor)
5. One Track Mind – 5:55
6. Another Perfect Day – 5:29
7. Marching Off to War – 4:11
8. I Got Mine – 5:24 (Clarke, Kilmister, Taylor)
9. Tales of Glory – 2:56
10. Die You Bastard – 4:25 (Clarke, Kilmister, Taylor)

### Tracce bonus (rimasterizzato)
1. Turn You Round Again – 3:57
2. (I'm Your) Hoochie Coochie Man – 6:31 (Dixon)
3. (Don't Need) Religion – 2:54 (Clarke, Kilmister, Taylor)

- Inoltre, nella ristampa del 2006 è incluso un bonus-cd con l'esibizione della band a Manchester il 10 giugno 1983

1. Back at the Funny Farm
2. Tales of Glory
3. Heart of Stone
4. Shoot You In the Back
5. Marching Off to War
6. Iron Horse / Born to Lose
7. Another Perfect Day
8. (I'm Your) Hoochie Coochie Man
9. (Don't Need) Religion
10. One Track Mind
11. Go to Hell
12. America
13. Shine
14. Dancing on Your Grave
15. Rock It
16. I Got Mine
17. Bite the Bullet
18. The Chase Is Better Than the Catch

## Formazione
- Lemmy Kilmister - basso, voce
- Brian "Robbo" Robertson - chitarra
- Phil "Philthy Animal Taylor" - batteria